# Ministerium Hussarek
Das Ministerium Hussarek (25. Juli 1918 – 27. Oktober 1918; „Ministerium“ bezeichnete im damaligen Sprachgebrauch das ganze Kabinett) war die vorletzte  Regierung der österreichischen Länder (Cisleithanien) in der zerfallenden Monarchie Österreich-Ungarn.

## Amtszeit
Die Regierung folgte auf das von Ernst von Seidler geleitete Ministerium Seidler, das wegen der Aufregung um den Brotfrieden (Separatfrieden mit der Ukraine) zurücktrat. Kaiser Karl I. berief nun Max Hussarek von Heinlein, seit 1911 Unterrichtsminister und von Beruf Universitätsprofessor für Kirchenrecht, zum neuen k.k. Ministerpräsidenten.
Die Lage des Staates war sehr schwierig geworden: Der 1917 erfolgte Kriegseintritt der Vereinigten Staaten machte den Sieg der Mittelmächte im Ersten Weltkrieg immer unwahrscheinlicher, die Nationalitäten Altösterreichs strebten auseinander, die Versorgungslage von Militär und Zivilbevölkerung verschlechterte sich laufend.
Das Ministerium Hussarek konnte daran nichts ändern.
Die bis Mitte Oktober 1918 ventilierte Idee, die Regierung zur Erneuerung des Staates in ein Völkerministerium umzubauen, in dem alle Nationalitäten Cisleithaniens vertreten sind, scheiterte daran, dass die Slawen im Norden und im Süden des bisherigen Staates es ablehnten, sich zu beteiligen, weil sie ihre Pläne unabhängig voneinander und unabhängig von einer Regierung in Wien verfolgen wollten. Nun verfolgten der Kaiser und Hussarek einen wesentlich vageren Plan: Man wollte den völligen Zerfall der Monarchie mit dem kaiserlichen „Völkermanifest“ vom 16. Oktober 1918 verhindern, das den Nationalitäten weitgehende Selbstständigkeit und die Umwandlung der österreichischen Reichshälfte in einen Bund freier Völker versprach. Der ungarische Ministerpräsident Sándor Wekerle lehnte es ab, für Transleithanien ein ähnliches Manifest vorzuschlagen; am 18. Oktober 1918 kündigte die ungarische Regierung mit Wirksamkeit vom 31. Oktober den Ausgleich 1867 und damit die Realunion mit Österreich auf. Die österreichischen Nationalitäten griffen zwar das Zugeständnis des Völkermanifests, nun auch offiziell eigene Nationalräte zu bilden, auf, verbanden dies aber mit der Vorbereitung von Staatsgründungen ohne Zustimmung des Kaisers. Hussarek, der sich schon vorher zurückziehen wollte, demissionierte daraufhin definitiv.
Am 27. Oktober 1918 ernannte der Kaiser das Ministerium Lammasch, die letzte Regierung Altösterreichs, in Wiener Medien schon vor der Bestellung als „Liquidationsministerium“ bezeichnet.
Staatsoberhaupt Cisleithaniens war Karl I., Kaiser von Österreich und König von Böhmen (auf jeden Anteil an den Staatsgeschäften verzichtet 11. November 1918), gemeinsame österreichisch-ungarische Minister der Zeit waren:
- Minister des kaiserlichen und königlichen Hauses und des Äußern: Stefan Graf Burián von Rajecz (bis 24. Oktober 1918), danach Julius Graf Andrássy
- Gemeinsamer Finanzminister: Alexander Freiherr Spitzmüller von Harmersbach
- Kriegsminister: Rudolf Stöger-Steiner Edler von Steinstätten

## Minister
| k.k. Minister                                       | ab                                           | Amtsinhaber                           | Partei | k.k. Behörde                                                   | Anmerkung |
| --------------------------------------------------- | -------------------------------------------- | ------------------------------------- | ------ | -------------------------------------------------------------- | --- |
| Ministerpräsident                                   |                                              | Max Freiherr Hussarek von Heinlein    | CS     | Ministerratspräsidium                                          | vorher Kultus-/Unterrichtsminister (Stürgkh, Koerber II, Clam-Martinic, Seidler) |
| Minister des Innern                                 |                                              | Edmund Ritter von Gayer               |        | Ministerium des Innern                                         | seit 11. Juni 1918 (Seidler); bis 11. Nov. (Lammasch) im Amt |
| Justizminister                                      |                                              | Hugo Ritter von Schauer               |        | Justizministerium                                              | |
| Minister für Kultus und Unterricht                  |                                              | Georg Ritter von Madeyski-Poray       |        | Ministerium für Kultus und Unterricht                          | |
| Finanzminister                                      |                                              | Ferdinand von Wimmer                  |        | Finanzministerium                                              | |
| Handelsminister                                     |                                              | Friedrich Freiherr von Wieser         |        | Handelsministerium                                             | seit 30. Aug. 1917 (Seidler) und bis 11. Nov. (Lammasch) im Amt |
| Minister für öffentliche Arbeiten                   |                                              | Emil Homann                           |        | Ministerium für öffentliche Arbeiten                           | zuvor 24. Juni–30. Aug. 1917 (Seidler) und bis 11. Nov. (Lammasch) im Amt |
| Eisenbahnminister                                   |                                              | Karl Freiherr von Banhans             |        | Eisenbahnministerium                                           | seit 24. Juni 1917 (Seidler) und bis 11. Nov. (Lammasch) im Amt |
| Ackerbauminister                                    |                                              | Ernst Graf Silva-Tarouca              |        | Ackerbauministerium                                            | seit 30. Aug. 1917 (Seidler) und bis 11. Nov. (Lammasch) im Amt |
| Minister für soziale Fürsorge                       |                                              | Viktor Mataja                         |        | Ministerium für soziale Fürsorge                               | 15. November 1908–3. November 1911 (Bienerth, Gautsch) sowie ab 23. Juni 1917 (Seidler) mit der Leitung des Handelsministeriums betraut (bis 30. August 1917, dann ohne Portefeuille), am 22. Dezember 1917 zum Minister für soziale Fürsorge ernannt; das Ministerium nahm seinen Betrieb am 1. Jänner 1918 auf |
| Minister für Volksgesundheit                        | 30. Juli 1918, zuvor ohne Geschäfts- bereich | Ivan (Johann) Horbaczewski            |        | Ministerium für Volksgesundheit                                | neu errichtet, Amtsbetrieb ab 10. August 1918; zuvor seit 30. August 1917 (Seidler, Hussarek) Minister ohne Geschäftsbereich, bis 11. Nov. (Lammasch) im Amt |
| Minister für Landesverteidigung                     |                                              | Karl Freiherr Czapp von Birkenstetten |        | Ministerium für Landesverteidigung                             | |
| Minister (inoffiziell: Staatsminister für Galizien) |                                              | Kasimir Ritter von Galecki            |        | Ministerratspräsidium                                          | formal ohne Portefeuille; zuvor Sektionschef, bis 11. Nov. (Lammasch) |
| Minister (Leiter des Amtes für Volksernährung)      |                                              | Ludwig Paul                           |        | Amt für Volksernährung (dem Ministerratspräsidium unterstellt) | seit 26. Feb. 1918 (Seidler), dann bis 11. Nov. (Lammasch); 1919 Staatssekretär für Verkehrswesen (Renner II, III) bis † 1. Juli 1920 |

## Dokumentation
- Hugo Portisch, Sepp Riff: Das Ende der Monarchie. Vom Reich zur Republik. Dokumentation, 1987, at, 90 Min.